# ديامانتي كريسبينو
ديامانتي كريسبينو (بالإيطالية: Diamante Crispino)‏ (5 سبتمبر 1994 بكازيرتا في إيطاليا - ) هو لاعب كرة قدم إيطالي في مركز حراسة المرمى. لعب مع نادي كومو.

## روابط خارجية
- ديامانتي كريسبينو على موقع قاعدة بيانات كرة القدم.إي يو (الإنجليزية)
- ديامانتي كريسبينو على موقع Soccerway.com (الإنجليزية)